# Hadsten Lilleå
Die Hadsten Lilleå ist einer von mehreren jütländischen Wasserläufen mit dem Namen Lilleå.
Von der Quelle bis zur Einmündung in die Gudenå, dessen wichtigster Zulauf sie ist, legt die Hadsten Lilleå eine Strecke von etwa 34 km zurück. Ihre Quellbäche entspringen nordwestlich des Borum Eshøj, einer 104 Meter hohen Anhöhe aus der Bronzezeit, die westlich von Aarhus liegt. Unterwegs kommen mehrere kleinere Wasserläufe hinzu. Das nicht besonders große System der Lilleå sorgt immerhin für die Entwässerung einer Fläche von mehr als 300 km². 
Die Bahnstrecke Randers–Aarhus über Hinnerup und Hadsten bis Langå begleitet den Fluss, bevor er seine Mündung erreicht. Die Wasserschüttung der Lilleå verändert sich abhängig von Jahreszeit und Niederschlagsmenge. Mehr als die Hälfte aller Meerforellen in der Gudenå ziehen heute in der Lilleå hinauf, um zu laichen.